# Bett1HULKS Championship 2020 - Qualificazioni singolare
Le qualificazioni del singolare del Bett1HULKS Championship 2020 sono state un torneo di tennis preliminare per accedere alla fase finale della manifestazione. I vincitori dell'ultimo turno sono entrati di diritto nel tabellone principale. In caso di ritiro di uno o più giocatori aventi diritto, sono subentrati i lucky loser, ossia i giocatori che hanno perso nell'ultimo turno e che avevano una classifica più alta rispetto agli altri partecipanti che avevano perso nel turno finale.

## Teste di serie
1. Pierre-Hugues Herbert (qualificato)
2. Radu Albot (primo turno, lucky loser)
3. Jahor Herasimaŭ (qualificato)
4. James Duckworth (ultimo turno, lucky loser)

1. Dennis Novak (qualificato)
2. Norbert Gombos (primo turno)
3. Alexei Popyrin (ultimo turno, lucky loser)
4. Damir Džumhur (qualificato)

## Qualificati
1. Pierre-Hugues Herbert
2. Damir Džumhur

1. Jahor Herasimaŭ
2. Dennis Novak

### Lucky loser
1. Alexei Popyrin
2. Sumit Nagal

1. James Duckworth
2. Oscar Otte

## Tabellone

### Legenda
| - Q = Qualificato - WC = Wild card - LL = Lucky loser | - ALT = Alternate - SE = Special Exempt - PR = Protected Ranking | - w/o = Walkover - r = Ritirato - d = Squalificato |

### Sezione 1
|  | Primo turno | Primo turno           | Primo turno           | Primo turno | Primo turno |  |  | Ultimo turno | Ultimo turno          | Ultimo turno          | Ultimo turno | Ultimo turno |  |
|  |             |                       |                       |             |             |  |  |              |                       |                       |              |              |  |
|  | 1/Alt       | Pierre-Hugues Herbert | Pierre-Hugues Herbert | 6           | 6           |  |  |              |                       |                       |              |              |  |
|  |             | Rudolf Molleker       | Rudolf Molleker       | 3           | 0           |  |  | 1/Alt        | Pierre-Hugues Herbert | Pierre-Hugues Herbert | 6            | 6            |  |
|  |             | Sumit Nagal           | Sumit Nagal           | 7           | 6           |  |  |              | Sumit Nagal           | Sumit Nagal           | 2            | 2            |  |
|  | 6           | Norbert Gombos        | Norbert Gombos        | 5           | 4           |  |  |              |                       |                       |              |              |  |

### Sezione 2
|  | Primo turno | Primo turno   | Primo turno   | Primo turno | Primo turno |  |  | Ultimo turno | Ultimo turno  | Ultimo turno  | Ultimo turno | Ultimo turno |  |
|  |             |               |               |             |             |  |  |              |               |               |              |              |  |
|  | 2           | Radu Albot    | Radu Albot    | 62          | 4           |  |  |              |               |               |              |              |  |
|  |             | Oscar Otte    | Oscar Otte    | 7           | 6           |  |  |              | Oscar Otte    | Oscar Otte    | 3            | r            |  |
|  |             | Marc Polmans  | Marc Polmans  | 2           | 1           |  |  | 8            | Damir Džumhur | Damir Džumhur | 4            |              |  |
|  | 8           | Damir Džumhur | Damir Džumhur | 6           | 6           |  |  |              |               |               |              |              |  |

### Sezione 3
|  | Primo turno | Primo turno       | Primo turno | Primo turno | Primo turno |  |  | Ultimo turno | Ultimo turno    | Ultimo turno | Ultimo turno | Ultimo turno |  |
|  |             |                   |             |             |             |  |  |              |                 |              |              |              |  |
|  | 3           | Jahor Herasimaŭ   | 6           | 4           | 6           |  |  |              |                 |              |              |              |  |
|  | WC          | Oscar Moraing     | 1           | 6           | 4           |  |  | 3            | Jahor Herasimaŭ | 6            | 1            | 6            |  |
|  |             | Jeffrey John Wolf | 3           | 6           | 3           |  |  | 7            | Alexei Popyrin  | 2            | 6            | 3            |  |
|  | 7           | Alexei Popyrin    | 6           | 4           | 6           |  |  |              |                 |              |              |              |  |

### Sezione 4
|  | Primo turno | Primo turno     | Primo turno | Primo turno | Primo turno |  |  | Ultimo turno | Ultimo turno    | Ultimo turno    | Ultimo turno | Ultimo turno |  |
|  |             |                 |             |             |             |  |  |              |                 |                 |              |              |  |
|  | 4           | James Duckworth | 6           | 5           | 6           |  |  |              |                 |                 |              |              |  |
|  | WC          | Miša Zverev     | 3           | 7           | 2           |  |  | 4            | James Duckworth | James Duckworth | 4            | 5            |  |
|  |             | Max Purcell     | 63          | 7           | 63          |  |  | 5            | Dennis Novak    | Dennis Novak    | 6            | 7            |  |
|  | 5           | Dennis Novak    | 7           | 63          | 7           |  |  |              |                 |                 |              |              |  |